# Добре (Люблінське воєводство)
Добре (пол. Dobre) — село в Польщі, у гміні Вількув Опольського повіту Люблінського воєводства.
Населення — 373 особи (2011).

## Демографія
Демографічна структура станом на 31 березня 2011 року:
|          | Загалом | Допрацездатний вік | Працездатний вік | Постпрацездатний вік |
| -------- | ------- | ------------------ | ---------------- | -------------------- |
| Чоловіки | 180     | 40                 | 116              | 24                   |
| Жінки    | 193     | 46                 | 100              | 47                   |
| Разом    | 373     | 86                 | 216              | 71                   |